# Beka Gorgadze

a Compétitions nationales et continentales officielles uniquement.

b Matchs officiels uniquement.
Dernière mise à jour le 24 septembre 2023.
Beka Gorgadze (en géorgien : ბექა გორგაძე), né le 8 février 1996 à Roustavi (Géorgie), est un joueur international géorgien de rugby à XV qui évolue au poste de troisième ligne centre.

## Biographie

### En club
Beka Gorgadze est né le 8 février 1996 à Roustavi, une ville industrielle de Basse Kartlie, proche de Tbilissi, la capitale. Il a grandi à Roustavi et a commencé à pratiquer le rugby à XV à l'âge de 7 ans au sein du RC Rustavi Kharebi, après avoir débuté par le football. À 15 ans, il a rejoint l'académie et commencé son entraînement au centre de formation national, situé à Tbilissi. Cela lui a permis d'intégrer le circuit fédéral géorgien et d'être sélectionné dans les équipes de jeunes de la Géorgie.
Beka Gorgadze intègre le centre de formation du Stade montois en 2015. Il fait ses débuts professionnels le 11 décembre 2015, lors d'un match de Pro D2 face à l'US Carcassonne, à 19 ans. Pour sa première saison, il joue 12 matchs et devient champion de France espoirs élite 2 en 2016. Lors de la saison 2016-2017, il dispute 20 matchs de Pro D2 et marque 4 essais. Il inscrit son premier essai en équipe professionnelle le 13 janvier 2017 au stade Armandie face au SU Agen.
En 2017, après une saison aboutie en Pro D2 avec 20 matchs et 4 essais, il signe avec l'Union Bordeaux Bègles, mais reste au Stade montois en prêt pour la saison 2017-2018. Il est cependant absent toute la saison en raison d'une blessure. Avec l'UBB, Gorgadze dispute 14 matchs de Top 14 et 2 en Challenge européen durant la saison 2018-2019. Sa saison 2020-2021 est écourtée par une grave blessure aux ligaments croisés. Lors de la saison 2019-2020, il ne dispute que 3 matchs de Top 14 et 4 de Challenge européen. La saison suivante, il se blesse lors d'un match avec sa sélection et souffre d'une rupture des ligaments croisés du genou et voit sa saison terminée dès le mois de décembre 2020. Il n'aura disputé que 2 matchs de championnat avec l'UBB.
En 2021, il rejoint la Section paloise, où il s’impose rapidement. Il joue 17 matchs en Top 14 lors de la saison 2021-2022, devenant un cadre de l’équipe. En avril 2022, il prolonge son contrat jusqu'en 2025.
Pour la saison 2022-2023, il est nommé capitaine de la Section paloise et participe à 19 matchs, inscrivant 5 essais. Lors de la saison suivante, en 2023-2024, Gorgadze confie avoir traversé une période de burn-out,. Sa préparation est également perturbée par une blessure à la cheville contractée lors de la Coupe du monde, ainsi qu’une lésion musculaire à un ischio-jambier. Gorgadze réalise néanmoins une fin de saison aboutie en club,, jouant également un rôle majeur dans la dynamique de groupe,.
La saison 2024-2025 marque la confirmation de son talent et de son leadership, tant sur le terrain qu’en dehors, prenant position publiquement pour l'amélioration des installations sectionnistes, et surtout de la qualité de la pelouse du Stade du Hameau.
Gorgadze confirme l'étendue de sa palette au poste de numéro 8, démontrant sa capacité à faire basculer une rencontre de Top 14, comme lors de la victoire de son club face au Stade français, diffusée en prime time sur Canal+ le samedi 28 septembre.

### En sélection nationale
Beka Gorgadze est sélectionné pour la première fois avec l’équipe nationale de Géorgie en 2015. Il participe à la Coupe du monde 2019 où il est titulaire dans trois des quatre matchs disputés par la Géorgie.
Il devient rapidement un élement majeur de sa sélection. En 2022, il est l’un des acteurs clés de la victoire historique de la Géorgie contre le Pays de Galles,.
Beka Gorgadze joue également un rôle majeur lors des qualifications pour la Coupe du monde de rugby à XV 2023, où il est capitaine. Malheureusement, une blessure à la cheville le prive de la fin de la compétition. Gorgadze est remplacé dans le groupe géorgien par Otar Giorgadze.

## Statistiques

### En club
| Saison                           | Club                             | Championnat | Championnat | Championnat | Coupe d'Europe                         | Coupe d'Europe                         | Coupe d'Europe                         |
| Saison                           | Club                             | Compétition | Matches     | Essais      | Compétition                            | Matches                                | Essais                                 |
| -------------------------------- | -------------------------------- | ----------- | ----------- | ----------- | -------------------------------------- | -------------------------------------- | -------------------------------------- |
| 2015-2016                        | Stade montois                    | Pro D2      | 12          | 0           | Pas de qualification en Coupe d'Europe | Pas de qualification en Coupe d'Europe | Pas de qualification en Coupe d'Europe |
| 2016-2017                        | Stade montois                    | Pro D2      | 20          | 4           | Pas de qualification en Coupe d'Europe | Pas de qualification en Coupe d'Europe | Pas de qualification en Coupe d'Europe |
| Sous-total Stade montois         | Sous-total Stade montois         | Pro D2      | 32          | 4           | -                                      | -                                      | -                                      |
| 2018-2019                        | Union Bordeaux Bègles            | Top 14      | 14          | 1           | Challenge européen                     | 2                                      | 0                                      |
| 2019-2020                        | Union Bordeaux Bègles            | Top 14      | 3           | 0           | Challenge européen                     | 4                                      | 2                                      |
| 2020-2021                        | Union Bordeaux Bègles            | Top 14      | 2           | 0           | Champions Cup                          | 0                                      | 0                                      |
| Sous-total Union Bordeaux Bègles | Sous-total Union Bordeaux Bègles | Top 14      | 19          | 1           | Challenge européen                     | 6                                      | 2                                      |
| 2021-2022                        | Section paloise                  | Top 14      | 21          | 2           | Challenge européen                     | 0                                      | 0                                      |
| 2022-2023                        | Section paloise                  | Top 14      | 19          | 5           | Challenge Cup                          | 0                                      | 0                                      |
| 2023-2024                        | Section paloise                  | Top 14      | 14          | 3           | Challenge Cup                          | 0                                      | 0                                      |
| Sous-total Section paloise       | Sous-total Section paloise       | Top 14      | 40          | 7           | Challenge européen/Cup                 | 0                                      | 0                                      |

### En équipe nationale
| Essai | Adversaire | Lieu                                 | Compétition          | Date            | Résultat | Score |
| ----- | ---------- | ------------------------------------ | -------------------- | --------------- | -------- | ----- |
| 1     | Allemagne  | Stade de rugby d'Avchala, Tbilissi   | Championnat d'Europe | 6 février 2016  | Victoire | 59-7  |
| 2     | Belgique   | Petit Heysel, Bruxelles              | Championnat d'Europe | 11 février 2017 | Victoire | 6-31  |
| 3     | Allemagne  | Stade de rugby de Roustavi, Roustavi | Championnat d'Europe | 19 février 2017 | Victoire | 50-6  |
| 4     | Allemagne  | Stade de rugby de Roustavi, Roustavi | Championnat d'Europe | 19 février 2017 | Victoire | 50-6  |
| 5     | Roumanie   | Cluj Arena, Cluj-Napoca              | Championnat d'Europe | 9 février 2019  | Victoire | 18-7  |
| 6     | Belgique   | AIA Arena, Koutaïssi                 | Championnat d'Europe | 22 février 2020 | Victoire | 78-6  |
| 7     | Portugal   | Stade Jean-Bouin, Paris              | Championnat d'Europe | 7 mars 2020     | Victoire | 39-24 |
| 8     | Espagne    | Stade Boris-Paichadze, Tbilissi      | Championnat d'Europe | 20 mars 2022    | Victoire | 49-15 |
| 9     | Uruguay    | Stade Boris-Paichadze, Tbilissi      | Tests internationaux | 6 novembre 2022 | Victoire | 34-18 |
| 10    | Uruguay    | Stade Boris-Paichadze, Tbilissi      | Tests internationaux | 6 novembre 2022 | Victoire | 34-18 |
| 11    | Uruguay    | Stade Boris-Paichadze, Tbilissi      | Tests internationaux | 6 novembre 2022 | Victoire | 34-18 |
| 12    | Roumanie   | Stade Mikheil-Meskhi, Tbilissi       | Championnat d'Europe | 2 mars 2024     | Victoire | 43-5  |

## Style de jeu
Beka Gorgadze est reconnu pour son impact dans les phases de conquête et sa capacité à porter le ballon. Il est également apprécié pour ses qualités de leader, tant en club qu’en équipe nationale, ce qui lui a valu d’être capitaine à plusieurs reprises.

## Vie privée
En dehors du rugby, Gorgadze est diplômé en management et économie. Il parle couramment géorgien, russe, français et anglais.